# Ciclismo en los Juegos Olímpicos de París 2024 – Contrarreloj individual masculino
La competición de ciclismo contrarreloj masculino en los Juegos Olímpicos de París se llevó a cabo en París, Francia el 27 de julio de 2024 en un circuito por las inmediaciones de la ciudad de París sobre un recorrido total de 32,4 km.

## Recorrido
El recorrido tuvo un circuito de 32,4 kilómetros alrededor del distrito de la ciudad de París, con un trazado prácticamente llano. Comenzará en el distrito quinto, en la explanada de Los Inválidos, junto al complejo monumental del Puente Alejandro III. Luego, los ciclistas cruzarán el río Sena por el Puente de Sully para llegar a la emblemática Plaza de la Bastilla, lugar simbólico de la Revolución francesa. A partir del kilómetro 10, el recorrido entra en el Bosque de Vincennes, pasando por el Castillo de Vincennes, y luego alcanza la Plaza de la Nación. Después, los ciclistas tomarán la glorieta y retrocederán por las mismas carreteras en sentido contrario, hasta regresar a la Plaza de la Bastilla y finalmente llegar a la línea de meta en el Puente Alejandro III.

## Horario
Todos los horarios están en UTC tiempo de Francia (+1 GMT)
| Fecha                      | Tiempo | Evento    |
| -------------------------- | ------ | --------- |
| Sábado 27 de julio de 2024 | 16:34  | Inicio    |
| Sábado 27 de julio de 2024 | 00:00  | Ceremonia |

## Clasificación
Para la prueba olímpica de ciclismo contrarreloj masculino se asignaron 35 cupos, donde por primera vez en la historia de los Juegos Olímpicos, habrá el mismo número de ciclistas en cada género: 35 hombres y 35 mujeres. El sistema de clasificación para clasificar a las pruebas de ciclismo contrarreloj para cada país fue a través del sistema del ranking UCI correspondiente que empezó el 19 de octubre de 2022 hasta el 17 de octubre de 2023.
La lista de naciones y sus atletas clasificados son la siguiente:
| 1.º  | Bélgica                      | 2 |
| 2.º  | Dinamarca                    | 2 |
| 3.º  | Eslovenia                    | 1 |
| 4.º  | Reino Unido                  | 2 |
| 5.º  | Francia                      | 1 |
| 6.º  | España                       | 1 |
| 7.º  | Países Bajos                 | 1 |
| 8.º  | Italia                       | 2 |
| 9.º  | Australia                    | 1 |
| 10.º | Estados Unidos               | 2 |
| 11.º | Suiza                        | 2 |
| 12.º | Portugal                     | 2 |
| 13.º | Colombia                     | 1 |
| 14.º | Noruega                      | 2 |
| 15.º | Alemania                     | 1 |
| 16.º | Austria                      | 1 |
| 17.º | Irlanda                      | 1 |
| 18.º | Canadá                       | 1 |
| 19.º | Kazajistán                   | 1 |
| 20.º | Nueva Zelanda                | 1 |
| 21.º | Eritrea                      | 1 |
| 22.º | Atletas Individuales Neutros | 1 |
| 23.º | Ecuador                      | 1 |
| 24.º | Marruecos                    | 1 |
| 25.º | Mongolia                     | 1 |
| 26.º | Hungría                      | 1 |
| 27.º | Polonia                      | 1 |
| 28.º | República Checa              | 1 |

## Resultados
- Las clasificaciones finalizaron de la siguiente forma:[7]

| Posición | Ciclista              | Tiempo     |
| -------- | --------------------- | ---------- |
|          | Remco Evenepoel       | 0h 36' 12" |
|          | Filippo Ganna         | + 15"      |
|          | Wout van Aert         | + 25"      |
| 4.º      | Joshua Tarling        | + 27"      |
| 5.º      | Brandon McNulty       | + 1' 04"   |
| 6.º      | Stefan Bissegger      | + 1' 26"   |
| 7.º      | Nelson Oliveira       | + 1' 31"   |
| 8.º      | Stefan Küng           | + 1' 35"   |
| 9.º      | Maximilian Schachmann | + 1' 38"   |
| 10.º     | Mikkel Bjerg          | + 1 43"    |

## UCI World Ranking
La carrera otorga puntos para el UCI World Ranking (clasificación global de todas las carreras internacionales). La siguiente tabla son el baremo de puntuación y los diez corredores que obtuvieron más puntos:
| Posición   | 1.º | 2.º | 3.º | 4.º | 5.º | 6.º | 7.º | 8.º | 9.º | 10.º | 11.º | 12.º | 13.º | 14.º | 15.º | 16.º | 17.º-18.º | 19.º-20.º | 21.º-20.º |
| Puntuación | 455 | 325 | 260 | 195 | 165 | 130 | 110 | 90  | 80  | 65   | 55   | 40   | 30   | 25   | 20   | 15   | 10        | 5         | 3         |

| Clasificación |                       |                         |        |
| Posición      | Ciclista              | Equipo                  | Puntos |
| ------------- | --------------------- | ----------------------- | ------ |
| 1.º           | Remco Evenepoel       | Soudal Quick-Step       | 455    |
| 2.º           | Filippo Ganna         | INEOS Grenadiers        | 325    |
| 3.º           | Wout van Aert         | Team Visma-Lease a Bike | 260    |
| 4.º           | Joshua Tarling        | INEOS Grenadiers        | 195    |
| 5.º           | Brandon McNulty       | UAE Team Emirates       | 165    |
| 6.º           | Stefan Bissegger      | EF Education-EasyPost   | 130    |
| 7.º           | Nelson Oliveira       | Movistar Team           | 110    |
| 8.º           | Stefan Küng           | Groupama-FDJ            | 90     |
| 9.º           | Maximilian Schachmann | Red Bull-BORA-hansgrohe | 80     |
| 10.º          | Mikkel Bjerg          | UAE Team Emirates       | 65     |